# Crkva sv. Trojice u Splitu
Crkva sv. Trojice u Splitu se nalazi u predjelu Sutrojice, u sredini sjevernog dijela splitskog poluotoka na Poljudu, blizu splitskog brodogradilišta. Od svih dalmatinskih rano-srednjovjekovnih (starohrvatskih) arhitektonskih spomenika, koji povjesničari datiraju u široko vremensko razdoblje od 8. do 11. stoljeća, crkva svete Trojice u Splitu svojim originalnim oblikom i bogatim nalazima zauzima iznimno značajno mjesto. Ova mala centralna građevina šesterolisnog oblika polukružnih apsida nanizanih uokolo nepravilne kružnice postala je jedna od najdragocjenijih spomenika baštine Splita i Dalmacije.
Crkva svete Trojice upisana je u registar najvrednije spomeničke baštine Republike Hrvatske, nulte kategorije.
U crkvi sv. Trojice slavi se sveta misa svake nedjelje u 8.30, osim ljeti (od 13. lipnja do 1. rujna).

## Povijest
Ova crkva spominje se prvi put u popisu zemalja samostana Benediktinki iz 1060. godine, što ne znači da crkva nije mogla biti sagrađena u 9. stoljeću(Po pronađenim ulomcima predromaničke skulpture i morfologiji može se zaključiti da je crkva građena na prijelazu iz 8. u 9. stoljeće (vidi: M. Jurković: Predromanički šesterolisti Dalmacije, problemi funkcije) te da se radi možda o najranije izgrađenom šesterolistu). Povjesničari različito navode vrijeme gradnje ove crkve; Iveković drži da je građena u 6. st., Ljubo Karaman u 11., a većina misli da je građena u 9. stoljeću.
Engleski arhitekt Thomas Graham Jackson (1835. – 1924.), proučavajući staru arhitekturu Dalmacije, prvi je upozorio na iznimnu spomeničku vrijednost tog objekta, iako ga je 1887. godine zatekao napuštenog, otkritog i djelomično ruševnog. Uskoro su uslijedila daljnja istraživanja domaćih i stranih stručnjaka (1891.), te 1914. god. (kad je društvo Bihać zakupilo ovu crkvu), ali i prve konkretne akcije spašavanja te građevine na kojoj su brojna stoljeća ostavila svoje tragove. Tako su godine 1924. sanirani zidovi i obnovljena probušena sjeverozapadna apsida, a 50-ih godina ponovo su otvoreni zazidani prozori. Prigodom restauracijskih radova 1948. godine otkriveni su ostaci građevine starijeg razdoblja koja se produživala prema istoku, a nađeno je i više ulomaka oltarne pregrade koji se sada nalaze u arheološkom muzeju u Splitu. Luk te oltarne pregrade je tipičan primjer predromaničke kamene plastike na kojem se skladno nadopunjuju geometrijski pleterni ukrasi i uklesani tekst.
Godine 1965., zidovi i svodovi ove crkve bili su dosta napukli, unutrašnjost veoma zapuštena, okolina crkve nije bila uređena, a u samoj crkvi raslo je trnje. Zbog toga je starješina samostana Uznesenja Marijina na Poljudu, fra Vjekoslav Bonifačić, zatražio od nadležnih da se crkva popravi. Dana, 22. listopada 1967. godine u ovoj crkvi utemeljena je nova splitska župa svete Trojice sa sjedištem u ovoj popravljenoj crkvi pa je u njoj obnovljeno vršenje službe Božje. Iz praktičnih razloga, kao župna crkva koristi se obližnja samostanska crkva samostana Uznesenja Marijina, čiji je član - franjevac, župnik navedene župe.

## Odlike
Crkva je građena izrazito centralnog oblika kojim dominira kupola koja leži na šest apsida međusobno spojenih pilonima. Ova crkva je jedina dosad, od poznatih šestero-apsidnih (šesterolist ili seksahont) građevina u radnoj srednjovjekovnoj arhitekturi Dalmacije, koja se nalazi na području Splita (ostale su na području Zadra), i najbolje je očuvana. Najveća vanjska duljina joj je 10,30 metara, a najmanja unutarnja duljina je 5,90 metara, dok je visina središnjeg tambura 9,5 metara.
Zidana je kamenom (vapnenac lokalnog porijekla, vjerojatno materijal neke starije građevine) lomljencem utopljenim u žbuku i svođena polukupolicama, polukahotama. Tri istočne kohne se smatraju prezbiterijem i imaju po jedan prozor, a zapadna (glavni ulaz) i jugozapadna imaju vrata. Kohne su izvana raščlanjene s po tri plitke lučne niše (lezene), osim jugozapadne koja oko vrata ima dvije niše, i zapadne koja ih nema.
Prvotno je iznad središnjeg prostora bila zidana kupola, koja je kasnije zamijenjena pokrovom od kamenih ploča na drvenoj grednoj konstrukciji, a kupola je obnovljena 1972. godine.

## Poveznice
- Starohrvatska umjetnost

## Vanjske poveznice
- Svetkovina Presvetog Trojstva - 3. lipnja  Arhivirana inačica izvorne stranice od 5. ožujka 2016. (Wayback Machine)